# Beatrice Cenci (film 1974)
Beatrice Cenci è uno sceneggiato RAI del 1974 diretto da Marco Leto, adattamento per la televisione basato sull'omonima tragedia di Alberto Moravia, pubblicata su Botteghe Oscure nel 1955. 
Fu trasmesso in prima visione il 5 luglio 1974 dal Secondo Programma RAI.
Il quotidiano Il Mattino ne fece una recensione molto positiva che elogiava l’effetto di restituzione del testo sul doppio piano, reale e introspettivo, e l’equilibrio della scenografia, che non aggiungeva ulteriore cupezza al «dramma così fosco e terribile» ma evitava anche un risultato opposto, troppo convenzionale.

## Trama
Lo sceneggiato narra le vicende del nobiluomo romano Francesco Cenci, detestato da tutta la città e anche dai suoi figli. Approfittando di scappatoie legali e dopo avere commesso molti crimini salvandosi grazie alla propria ricchezza, commette abusi sia su cittadini di poco conto che su uomini molto importanti. Dopo aver compiuto l'ultimo delitto viene esiliato nella sua villa sita in campagna dalla gendarmeria pontificia che gli confisca un terzo dei beni. I figli di Francesco vivono con lui nel terrore e ne subiscono gli abusi, in particolare sua figlia Beatrice subisce le sue morbose attenzioni.
Proprio Beatrice, approfittando del suo amore verso un servo, gli commissiona l'uccisione del padre. Assoldato un assassino, Francesco viene ucciso in una nottata e fatto cadere da un balcone, cercando di rendere il tutto simile ad un suicidio. Ma uno scudiero di Francesco non crede al suicidio ed inizia ad indagare. Dopo svariate torture inflitte al servo, questi rivela la vera mandante: Beatrice che afferma di essere stata costretta ad ucciderlo perché frequentemente violentata da lui. Il processo per l'omicidio si conclude con la condanna di tutti i Cenci superstiti, tra cui la moglie di Francesco, Lucrezia, e la figlia Beatrice Cenci, poi destinata a divenire un'eroina nell'immaginario popolare. 

## La vicenda storica
Lo sceneggiato, come la tragedia di Alberto Moravia è basato sulle vicende storiche di fine Cinquecento di Beatrice Cenci, del suo parricidio del 1598 e l'esecuzione della condanna a morte nella Roma coeva del Caravaggio, di Orazio Gentileschi e di sua figlia Artemisia, presenti all'esecuzione in piazza presso Castel Sant'Angelo. Sia Caravaggio che la Gentileschi ne rimarranno colpiti tanto da riportare in loro future opere i dettagli macabri della decapitazione.

## Scene e costumi
Le scene sono di Giuliano Tullio che si è ispirato alle architetture della propria terra, la Val di Comino, incastonata tra le regioni storiche della Marsica e dell'Alta Terra di Lavoro. La scenografia ha contribuito non poco a dare un giusto ruolo al castello di Rocca della Petrella degli Abruzzi, in cui la tetra vicenda si svolge.
Lo scenografo presentò al regista ed allo stesso Moravia tutta la documentazione che aveva raccolto. In particolare, per il salone di Rocca Petrella, si ispirò ad architetture del ‘500 presenti in Val di Comino. Moravia rimase favorevolmente colpito per l’aderenza dell’ambiente alla sua idea del salone. 
Se ne variò solo la texture, applicando sulle pareti dei fogli in plastica scolpiti, attraversati da solchi che sembravano ferite. Si ottenne l’effetto ricorrendo ad una pressa a caldo in dotazione del reparto scenografico che plasmava la plastica con l’impiego di calchi in gesso intagliati presso il reparto modellatori. Si è ottenuto un risultato plastico ricco che, con le luci di Angelo Sciarra, rimandava un senso di drammaticità. Intorno al salone furono sviluppati la camera di Beatrice Cenci, l’atrio, il corridoio e la grande scala a chiocciola.